# Reka (Chorwacja)
Reka – wieś w Chorwacji, w żupanii kopriwnicko-kriżewczyńskiej, w mieście Koprivnica. W 2011 roku liczyła 1507 mieszkańców.